# Volkswagen L1
El Volkswagen L1 es un prototipo de automóvil funcional presentado por el fabricante alemán Volkswagen en el año 2009. Es el segundo prototipo dentro de su "Proyecto 1 litro" tras el 1L presentado en 2002 y como predecesor del XL1 presentado en enero del año 2011.
El L1 fue presentado en el Salón del Automóvil de Fráncfort del año 2009.
El L1, como ya lo fuera entes el 1L, es un prototipo funcional pues es un vehículo completamente acabado: todos los elementos electromecánicos son reales, no simples modelos y sus características técnicas funcionales y de equipamiento permiten al mismo circular y ser homologado para su uso real.

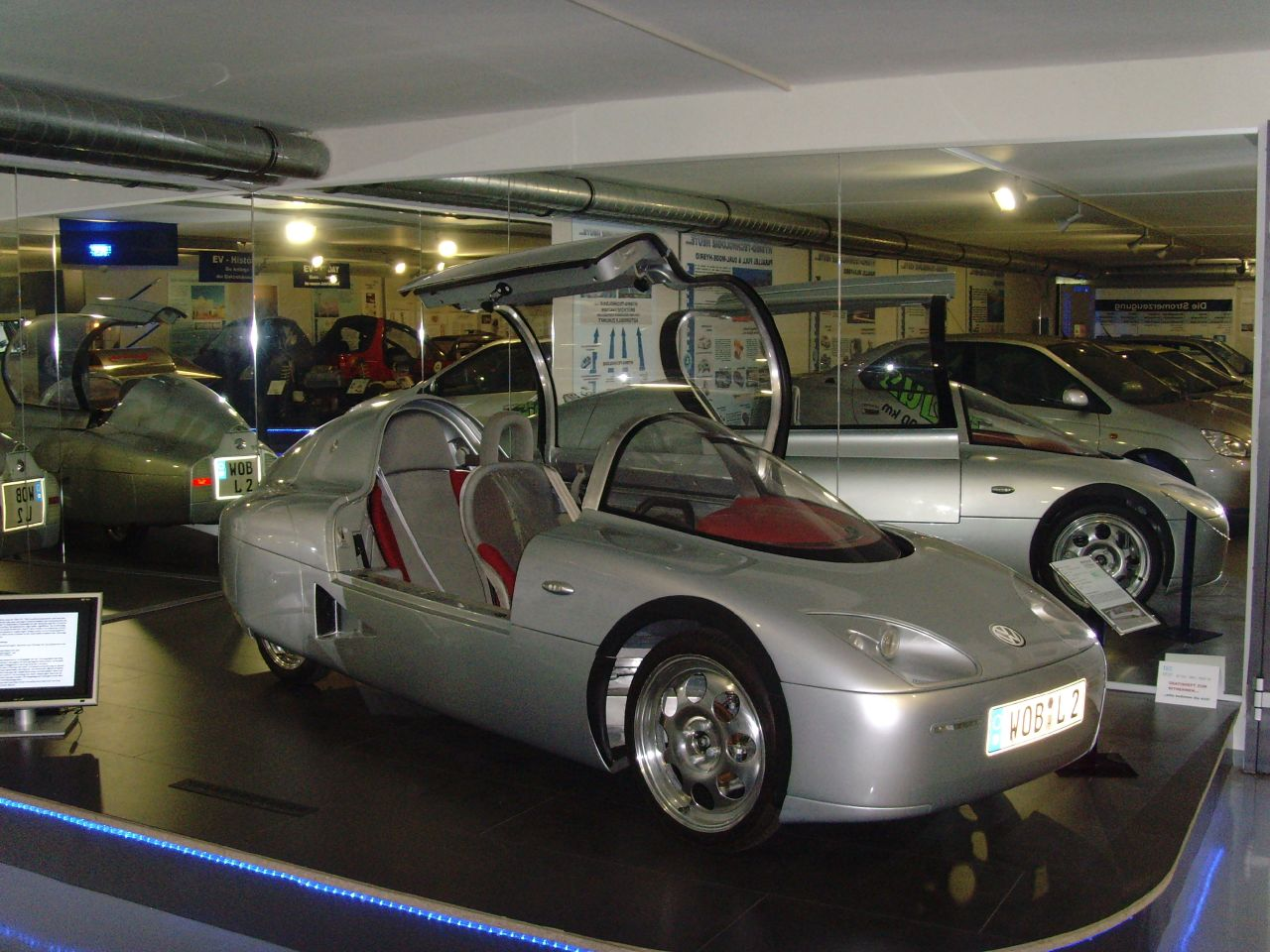
Prototipo Volkswagen 1L del año 2002.

## Diseño
El L1 se caracteriza por la continuidad del concepto y las líneas maestras establecidas por su predecesor el 1L y la inclusión de elementos nuevos para acercarlo a un coche de producción incorporando al diseño requerimientos de seguridad, y elementos de calidad y confort.

### Diseño exterior
Su diseño exterior está mucho más evolucionado que el de su predecesor. De las formas completamente redondeadas se pasa a algunos rasgos angulosos. En el frontal destacan unas luces alargadas a los lados de una pequeña calandra. Por encima un capó algo más largo y plano que da paso a una luna también más ancha y plana que era la del 1L (de forma casi semiesférica). En los laterales llama la atención unos diminutos espejos retrovisores (ausentes en el 1L) y una toma de aire delante de las ruedas traseras que siguen estando carenadas para mejorar la aerodinámica.

### Diseño interior y equipamiento
Mantiene la configuración de 2 ocupantes en tándem: conductor delante y pasajero detrás.

## Especificaciones del L1
- Motor: Bimotor híbrido térmico-eléctrico.
  - Motor térmico
    - Arquitectura: 2 cilindros diésel.
    - Cilindrada: 800 c.c..
    - Distribución: 2 a.c.c./8V.
    - Alimentación: Iny. directa, common-rail.
    - Potencia/Par: 27 CV (modo ECO), 39 CV (modo SPORT)/100 Nm (máximo).

  - Motor eléctrico
    - Potencia/Par: 10 kW = 14 CV/¿? Nm.
- Consumo/emisiones: 1,38 L/100 km/36 g CO2/km.
- Suspensión:
  - Suspensión delantera: Independiente, triángulos sobrepuestos.
  - Suspensión trasera: Eje rígido.
- Transmisión:
  - Propulsión trasera.
- Cambio de marchas: Automático de doble embrague, de 7 velocidades (DSG).
- Chasis: monocasco en plástico reforzado con fibra de carbono (CRFP).
  - Peso chasis: 65 kg.
- Frenos:
  - Delanteros: Discos cerámicos.
  - Traseros: Discos cerámicos.
- Neumáticos:
  - Ruedas: Michelin de baja resistencia.
  - Delante: 95/60 R16.
  - Detrás: 115/70 R16.
- Dimensiones y capacidades.
  - Largo/Ancho/Alto/Batalla: 3,813 m / 1,200 m / 1,143 m / ¿ ? m.
  - Peso: 380 kg.
  - Pasajeros: 2 adultos (incluye piloto).
  - Maletero: ¿ ? litros
  - Capacidad de carga: 50 litros de equipaje.
  - Depósito de combustible: 10 litros.
- Coeficiente aerodinámico: 0,186.
- Prestaciones y consumos (oficiales).
  - Velocidad máxima: 160 km/h (limitada electrónicamente).
  - Aceleración de 0 a 100 km/h: 11,9 s.
  - Aceleración de 0 a 1000 m:
  - Emisiones: 24 g/km.
- PVP: 35.000,00 € estimación aproximada.